# Happy Madison Productions
Happy Madison Productions — американская кинокомпания, основанная известным актёром Адамом Сэндлером. С компанией работают такие известные актёры (которые также являются и друзьями Адама), как Роб Шнайдер, Стив Бушеми, Дрю Бэрримор, Дэвид Спейд, Анна Фарис и др.
Нынешнее лого Happy Madison изображает отца Адама, Стэна Сэндлера, стоящего с клюшкой для гольфа, который разбивает камеру мячом для гольфа.
Название компания взяла из двух первых фильмов, с которых Адам и снискал успех: Счастливчик Гилмор (англ. Happy Gilmore) и Билли Мэдисон (англ.  Billy Madison ).
Офис студии находится по адресу: улица Джуди Гарленд, здание Sony Pictures Studios, Калвер-Сити, Калифорния.
8 октября 2012 года становится известно, что Happy Madison при содействии SONY Television занимается созданием телевизионного комедийного экшн сериала по мотивам игр серии Battlefield: Bad Company. Заказчиком является телеканал FOX.

## Фильмография компании
- Счастливчик Гилмор (1996)
- Мужчина по вызову (1999)
- Никки, дьявол младший (2000)
- Животное (2001)
- Приключения Джо Грязнули (2001)
- Миллионер поневоле (2002)
- Мастер перевоплощения (2002)
- 8 безумных ночей (мультфильм, 2002)
- Цыпочка (2002)
- Управление гневом (2003)
- Дики Робертс: Звёздный ребёнок (2003)
- 50 первых поцелуев (2004)
- Всё или ничего (2005)
- Мужчина по вызову 2 (2005)
- Мальчик на троих (2006)
- Запасные игроки (2006)
- Клик: С пультом по жизни (2006)
- Правила совместной жизни (телесериал, 2007—2013)
- Не шутите с Зоханом (2008)
- Опустевший город (2007)
- Чак и Ларри: Пожарная свадьба (2007)
- Сказки на ночь (2008)
- Снежный человек (2008)
- Мальчикам это нравится (2008)
- Шопо-коп (2009)
- Приколисты (2009)
- Одноклассники (2010)
- Баки Ларсон: Рождённый быть звездой (2011)
- Притворись моей женой (2011)
- Мой парень из зоопарка (2011)
- Лучшая охрана (телесериал, 2011—2012)
- Такие разные близнецы (2011)
- Папа-досвидос (2012)
- Толстяк на ринге (2012)
- Одноклассники 2 (2013)
- Голдберги (телесериал, 2013—2023)
- Смешанные (2014)
- Пиксели (2015)
- Приключения Джо Грязнули 2 (2015)
- Нелепая шестёрка (2015)
- Всё по новой (2016)
- Воображаемая Мэри (телесериал, 2017)
- Сэнди Уэкслер (2017)
- Отец года (2018)
- Неделя до… (2018)
- Обученные (телесериал, 2019—2020)
- Загадочное убийство (2019)
- Не та девушка (2020)
- Хэллоуин Хьюби (2020)
- Домашняя игра (2022)
- Прорваться в НБА (2022)
- Родители в законе (2023)
- Убийство в Париже (2023)
- И не подумай прийти на мою бат-мицву (2023)
- Лео (мультфильм, 2023)
- Адам Сэндлер: Люблю тебя (2024)
- Как бы беременна (2025)
- Счастливчик Гилмор 2 (2025)